# Flash (DC Comics)
Flash è il nome di diversi supereroi dei fumetti statunitensi pubblicati da DC Comics. Creato da Gardner Fox (testi) e Harry Lampert (disegni), il Flash originale è apparso per la prima volta in Flash Comics n. 1 (data di copertina: gennaio 1940; pubblicazione: novembre 1939). Soprannominato "il velocista scarlatto" (the Scarlet Speedster), tutte le incarnazioni di Flash possiedono la "supervelocità", un potere che include la capacità di correre, muoversi e pensare in maniera estremamente veloce, di usare riflessi sovrumani e di violare alcune leggi della fisica.
Sono state realizzate trasposizioni televisive e cinematografiche del personaggio.

## Storia editoriale
Il personaggio esordì come alter ego di Jay Garrick sulla testata Flash Comics, una serie antologica pubblicata dalla All-American Publications poi acquisita dalla DC Comics. La serie, nonostante la testata, ospitava anche altri personaggi che si alternavano a Flash come Hawkman, Hawkgirl, Black Canary e Johnny Thunder; venne edita per 104 numeri fra il gennaio 1940 e il febbraio 1949. Successivamente al personaggio venne dedicata una propria serie, All-Flash, di cui vennero pubblicati 32 numeri tra l'estate 1941 e il dicembre 1947. La serie si interruppe durante la crisi del mercato dei fumetti negli USA, per poi tornare nel 1956 con un Flash rinnovato come tutti gli altri personaggi dell'editore. La nuova incarnazione si chiamava Barry Allen e la rappresentazione grafica del personaggio divenne poi quella definitiva; la nuova testata esordì nel 1959 riprendendo la numerazione di Flash Comics e venne pubblicata fino a ottobre 1985 per 246 numeri, fino al n. 350. Negli anni ottanta, durante la saga della Crisi sulle Terre infinite, Barry Allen muore e il costume passa a Wally West, terza incarnazione del personaggio. La nuova serie esordì nel 1987 e venne pubblicata per 247 numeri fino a ottobre 2009. La seconda serie, al fine di rilanciare il personaggio durante l'evento denominato Un anno dopo, venne sospesa temporaneamente nel marzo 2006 con il n. 230 e le storie del personaggio continuarono su una miniserie di 13 numeri edita da agosto 2006 fino ad agosto 2007, Flash: the man fastest alive. A ottobre 2007 la seconda serie riprese dal n. 231, proseguendo fino a ottobre 2009 quando chiuse definitivamente con il n. 247; le storie del personaggio continuarono su una miniserie di sei numeri, Flash: Rebirth, a conclusione della quale, nel 2010, uscì la terza serie, Flash (vol. 3), edita per dodici numeri da giugno 2010 a luglio 2011. Le vicende del personaggio continuarono nel ciclo di storie Flashpoint, in seguito al quale venne azzerata la continuity facendo ripartire da capo tutte le serie. Successivamente, all'interno del rilancio editoriale del 2011 denominato The New 52, al personaggio venne dedicata una quarta serie omonima, Flash (vol. 4), pubblicata da novembre 2011 a luglio 2016 per 52 numeri. L'obiettivo era di creare un nuovo universo dove le storie dei vari personaggi sarebbero state raccontate in 52 nuove serie mensili che ripartirono dal n. 1, legate da una rinnovata e azzerata continuity interna. Dopo il successo iniziale del progetto, nel 2015 le vendite entrarono in crisi e si decise quindi un nuovo rilancio che andò sotto il nome di Rinascita (Rebirth). Il nuovo universo di personaggi che si venne a creare, noto come DC Universe Rebirth, costituisce il rilancio dell'universo supereroistico della DC Comics dopo la chiusura delle serie nate con il reboot The New 52; e si decise di riprendere in gran parte la continuity anteriore al 2011 e di ripristinare il background narrativo. All'interno di questo rilancio editoriale, nel 2016 al personaggio viene dedicata una quinta serie omonima, Flash (vol. 5) esordita ad agosto 2016. Oltre a vivere avventure in solitario, Flash ha spesso fatto parte del gruppo della Justice League of America.

## Biografia del personaggio
È un supereroe con il potere di muoversi a una velocità che supera sette volte quella della luce, violando le leggi della fisica. La prima incarnazione del personaggio è l'alter ego di Jay Garrick che, dopo avere inalato i vapori dell'acqua pesante, diventa l'uomo più veloce del mondo, indossando un costume rosso, blu e giallo, con stivaletti ed elmetto ornato ai lati da due ali come il dio Mercurio. Negli anni cinquanta si ha una nuova incarnazione del personaggio, Barry Allen, un chimico che viene colpito da un fulmine mentre è intento a testare alcune sostanze chimiche, trasformandolo in un supereroe con un nuovo costume tutto rosso e senza elmetto sostituito da una maschera.
Fra i suoi avversari ci sono i vari rogue e i vari psicopatici "velocisti" (speedsters) conosciuti con il nome di Reverse-Flash; altri personaggi secondari sono la moglie di Barry, Iris West, la moglie di Wally, Linda Park, l'amico velocista Max Mercury e i membri del dipartimento di polizia di Central City David Singh e Patty Spivot.

## Alter ego del personaggio
La sua identità è stata assunta da quattro differenti personaggi: Jay Garrick, Barry Allen, Wally West e Bart Allen.

### Jay Garrick (1940 - 1955), Golden Age
Jay Garrick è un personaggio della Golden Age, l'era dei comic in cui agisce la prima generazione di supereroi nata negli anni quaranta. Mentre studiava gli effetti dell'acqua pesante questo brillante studente fa cadere una provetta contenente la sostanza, assorbendone i gas per tutta la notte. Dopo varie settimane di coma, il giovane si svegliò con il potere di raggiungere velocità irraggiungibili per un uomo normale. Subito Jay diventa un asso del football americano e conquista la ragazza più bella della scuola, Joan Williams, con cui si sposerà pochi anni più tardi. Membro fondatore della Justice Society of America, quando dovette svelare la propria identità al mondo intero si ritirò a vita privata. Rientrò in azione solo dopo la comparsa degli eroi della Silver Age e in special modo quando il Flash di Terra 1 (Barry Allen) lo andò a trovare per sbaglio nella sua dimensione introducendo così il tema del multiverso nell'universo DC.

### Barry Allen (1956 - 1986, 2008 - oggi), Silver Age
Barry Allen, il secondo Flash, è generalmente considerato il primo supereroe della Silver Age ed è tuttora uno dei personaggi DC più amati e popolari di sempre. Anche in Italia il personaggio ha un discreto seguito e le sue avventure sono state tradotte su varie testate, pubblicate da diversi editori nel corso degli anni. Attualmente è anche il protagonista della serie DC "The Flash", che ha avuto il suo debutto grazie alla serie basata su Freccia Verde "Arrow".

### Wally West (1987 - 2006), Modern Age
Wally West nasce come Kid Flash, la "spalla" adolescente di Flash. È uno dei membri fondatori dei Teen Titans di cui fa parte sino alla morte di Barry Allen avvenuta in Crisi sulle Terre infinite. Da quel momento il giovane Wally raccoglie l'eredità dello zio Barry e diviene il nuovo "velocista scarlatto".

### Bart Allen (2006 - 2007)
Bart Allen è conosciuto all'inizio come Impulso, personaggio che dal XXX secolo arriva nel XX secolo per normalizzare il suo metabolismo iper-accelerato. Diventerà Kid Flash in un volume dei Giovani Titani, e Flash dopo gli eventi di Crisi infinita.
Le prime tre versioni di Flash hanno fatto parte della Justice Society of America o della
Justice League of America, con un ruolo spesso preminente all'interno del gruppo. Solo Bart Allen non ha fatto parte di uno di questi due gruppi, ma è stato un membro della Young Justice e dei Giovani Titani.

### Altri personaggi

#### Jesse Chambers
Jesse Chambers, figlia di Johnny Chambers (il primo Johnny Quick), diventò una supereroina velocista proprio come il padre. Incontrò Wally West, che le chiese di diventare la sua sostituta nel caso gli fosse successo qualcosa. Seppur per poco tempo assunse il costume di Flash, dopo che Wally entrò nella "forza della velocità".

#### Discendente della famiglia Allen del XXIII secolo
Padre di Sela Allen. Sua moglie e sua figlia vennero rapiti da Cobalt Blue e fu costretto a guardare la moglie morire e la figlia soffrire. Dopo che lui e Max Mercury riuscirono a uccidere Cobalt Blue, un bambino prese la gemma precedentemente incastonata nel corpo di Cobalt Blue e, consumato dalla forza dell'oggetto, uccise Allen.

## Poteri e abilità
Le capacità dei vari Flash derivano dalla loro connessione alla Forza della velocità, una fonte di energia extra-dimensionale infinita. Il colore delle saette che emanano mentre corrono determina questa connessione: rosso=negativa (Anti-Flash, Black Flash), giallo=novizia (Kid Flash) e arancione=normale (Flash). Ci possono essere anche altri colori delle saette come il Bianco di Savitar e GodSpeed della serie TV The Flash o il Blu (se si assume il Velocity-9). Questa connessione concede ai Flash la capacità di controllare l'energia cinetica e muoversi a velocità che superano quella della luce senza subire e provocare danni a se stesso o all'ambiente circostante.
Flash è in grado di muoversi a una velocità sette volte superiore a quella della luce. Quando Flash è in movimento risulta invisibile perfino ad esseri super-veloci come Superman. Oltre alla velocità di movimento Flash ha anche un'incredibile velocità di pensiero (1 attosecondo = 10^-18 secondi) e riflessi di combattimento elevatissimi. È riuscito a fare un intero combattimento in un picosecondo e percepisce il mondo come se fosse fermo. La sua velocità gli consente di camminare sull'acqua, sui soffitti o addirittura sulle nuvole.
La sua abilità gli consente inoltre di velocizzare i processi di guarigione del proprio corpo, i suoi riflessi, ed anche i suoi processi mentali; cosa che lo porta però ad annoiarsi facilmente, dal momento che le azioni altrui appaiono ai suoi occhi estremamente lente.
Muovendosi a velocità luminali Flash è in grado di sferrare pugni dal potere devastante che gli hanno consentito di sconfiggere con un solo colpo Zoom. Inoltre per le leggi della fisica, un colpo di Flash sferrato ad una velocità pari o addirittura superiore alla luce causa un danno infinito con una possibile apertura di un buco nero o di un varco spazio-temporale, in quanto a tale velocità il corpo di Flash acquista massa infinita.
Facendo vibrare le molecole del proprio corpo a super-velocità, i Flash possono attraversare gli oggetti solidi o farsi attraversare, senza conseguenze, da corpi contundenti o proiettili. Tra l'altro Flash può anche utilizzare l'energia vibrazionale facendo vibrare gli atomi di un corpo vivente o semplicemente della materia inanimata, o qualunque altra cosa composta da atomi in modo tale da poterli disintegrare.
Inoltre, grazie a speciali apparecchiature, sono in grado di viaggiare nel tempo (il tapis roulant cosmico) o di accedere in altre dimensioni (come si vede ad esempio in Vendicatori/JLA). Tuttavia, come mostrato in diverse occasioni, ma soprattutto nel film d'animazione: Justice League: The Flashpoint Paradox i vari Flash possono accedere a momenti del tempo passati e futuri, ovvero effettuare un viaggio nel tempo o in altre dimensioni attraverso la loro incredibile velocità, pari a diverse volte quella della luce e a causa anche della Speed-Force, pur non usando specifiche apparecchiature o strumenti ad elevata tecnologia.
Oltre a questo, a seconda del collegamento di Flash con la forza della velocità, i Flash possono controllare l'energia cinetica a livello molecolare, prestando o rubando la velocità di un corpo, facendo esplodere oggetti scuotendo le loro molecole, o addirittura controllare le proprie molecole per camminare sulle nuvole. Inoltre, Wally West può creare costrutti di forza della velocità. I vari Flash non hanno di fatto punti deboli, tuttavia, nella saga Torre di Babele della Justice League, Batman creò dei proiettili vibranti in grado di paralizzarne il corpo, facendolo correre in un punto fermo, ad una velocità superiore a quella del suono. Quel tipo di dispositivo utilizzava il potere della Forza della velocità come arma contro il soggetto stesso. Se Flash non fosse fermato, questi morirebbe per l'estremo sforzo.
L'abilità di Flash di pensare velocemente (Barry Allen, Flash II, il suo cervello processa informazioni alla velocità di un attosecondo, cioè 1x10−18 secondi) gli permette di essere immune alla telepatia, i suoi pensieri sono processati ad una velocità troppo elevata perché questi vengano letti o influenzati da telepatici come Martian Manhunter o Gorilla Grodd.
Flash e gli altri "super-velocisti" hanno anche l'abilità di parlare tra loro in modo molto accelerato. Questo è spesso usato per parlare davanti a persone "non-veloci" (ad esempio, quando Flash discute con Superman sulla possibilità di lavorare sia nei Giovani Titani sia nella JLA in The Titans n. 2). La Speed-talking viene anche usato talvolta come effetto comico quando Flash diventa così agitato che inizia a parlare sempre più velocemente fino a che le sue parole diventano incomprensibili. Ha anche la capacità di modificare le vibrazioni delle sue corde vocali, potendo quindi cambiare la sua voce.
Alcuni Flash hanno anche l'abilità di creare degli speed avatars (residui temporali), questi vengono mandati in altre linee temporali per completare delle missioni particolari (Barry Allen dimostra di avere questa capacità nella serie televisiva The Flash).

## Porta costume
Il porta costume di Flash è costruito con uno speciale materiale, il costume di Flash poteva essere trasportato con un particolare anello e si poteva estrarre azionando una piccola molla. A contatto con l'aria il costume si espandeva.

## Tapis roulant cosmico
Se azionato a massima velocità può permettere a Flash e a tutti i "velocisti" di viaggiare nel tempo o in altre dimensioni. Wally West lo usò per ingannare l'Anti Flash per rimandarlo nel suo anno, cioè nel 2460.

## Nemici
I vari Flash hanno avuto vari avversari. Di seguito sono indicati i più famosi.
- Anti Flash/Professor Zoom: un tempo era il più grande ammiratore di Barry Allen, tanto da sottoporsi ad un bagno elettrochimico per avere i suoi poteri. Ma quando viaggiò indietro nel tempo e scoprì che sarebbe diventato un nemico di Flash ebbe un crollo psicologico e divenne un criminale.
- Edward Clariss/The Rival: un professore universitario che grazie ad un siero ha ottenuto i poteri di Flash.
- Hunter Zolomon/Zoom: ex-criminologo, acquisisce la capacità di rallentare il tempo dopo essere stato coinvolto nell'esplosione del Museo di Flash.
- Savitar: pilota d'aereo che ha ottenuto i suoi poteri dopo essere stato colpito da un fulmine. Possiede poteri non comuni a tutti i velocisti, come il poter rubare o dare velocità a cose e persone ed il poter creare un campo di forza privo di inerzia.
- Mark Mardon/Mago del Tempo: supercriminale che controlla il tempo atmosferico.
- Leonard Snart/Capitan Cold: supercriminale armato di una pistola sparaghiaccio.
- Jesse James/Trickster: folle criminale psicopatico che usa gadget super tecnologici.
- Mirror Master: Un supercriminale che passa attraverso gli specchi.
- Heat Wave: un folle piromane.
- Roy Bivolo/Rainbow Raider: supercriminale che può creare raggi di luce solida.
- Top: criminale ossessionato dalle trottole.
- Gorilla Grodd: un gorilla che ha ottenuto intelligenza e poteri mentali a causa di una meteora.
- Capitan Boomerang : il suo vero nome è George "Digger" Harkness. È un supercriminale australiano che usa boomerang modificati in laboratorio. Il vestito tradizionale di Capitan Boomerang è turchino con boomerang bianchi disegnati. Il personaggio ha acquistato una certa fama grazie al film Suicide Squad. Nel seguito della sua storia editoriale, ebbe un figlio di nome Owen Mercen che ereditò dal padre la super mira e dalla madre la super velocità (ossia Meloni Thwane, che è anche madre di Bart Allen, cioè Impulso).
- Flash Nero: nell'universo DC è considerato "la morte" dei velocisti. Compare prima della morte di Barry Allen (Flash), di Johnny Chambers (Johnny Quick) e di Savitar.
- Il Pifferaio: supercriminale che ipnotizza le persone grazie a uno speciale piffero. Per un certo periodo è stato anche un alleato di Flash e lo aiutò comunicandogli le mosse dei nemici via lettera. Sfortunatamente ridivenne cattivo e ipnotizzò i figli di Wally West che a quel tempo era divenuto il terzo Flash.
- Abra Kadabra: supercriminale del sessantaquattresimo secolo con una tecnologia così avanzata da sembrare magia.
- Julian Albert Desmond/Dottor Alchemy/Mister Element: supercriminale dotato di poteri alchemici grazie alla pietra filosofale di cui è in possesso.

## Altri media
Durante i suoi 80 anni di storia, Flash è apparso in numerosi media; ha avuto molte versioni animate, come in Superfriends e in Justice League ed ha anche avuto diverse trasposizioni televisive live-action ed è apparso anche, come guest-star, nel serial TV Smallville.
- Flash ha avuto due trasposizioni televisive: Flash nel 1990, interpretato da John Wesley Shipp, e The Flash nel 2014, interpretato da Grant Gustin.
- Nella seconda stagione di The Flash è apparso Kid-Flash/Wally West, interpretato da Keiynan Lonsdale.
- Barry Allen è uno dei personaggi della seconda stagione di Arrow, dove compare in due episodi col volto dell'attore Grant Gustin.
- Da Arrow è derivata la nuova serie televisiva The Flash prodotta da The CW, che va in onda dal 7 ottobre 2014[20], con lo stesso Gustin che interpreta il protagonista Barry Allen.
- Il 15 ottobre 2014 la Warner Bros./DC Entertainment annuncia i futuri tasselli dell'universo cinematografico DC (il DC Extended Universe, costruito a partire da L'uomo d'acciaio e Batman v Superman: Dawn of Justice), che comprendono delle apparizioni di Barry Allen, rispettivamente in Suicide Squad e in Justice League con il volto, annunciato ufficialmente, del giovane Ezra Miller, nella prima comparsa live-action cinematografica del personaggio.[21] Il Velocista Scarlatto ha già avuto un cameo nella pellicola Batman v Superman: Dawn of Justice, che ha lanciato tutti i membri della Justice League tramite brevi comparsate (all'appello manca solo Lanterna Verde)[22][23]. Il 18 maggio 2015 Phil Lord, a cui è ufficialmente affidata la regia insieme al partner professionale Chris Miller, conferma l'intenzione di trasporre il personaggio di Barry Allen in una storia, ovviamente, slegata dal serial The Flash, che ha per protagonista la stessa versione del velocista.[24] Nel 2023 il regista Andy Muschietti ha realizzato dopo diversi rimaneggiamenti, un film stand-alone dell'universo cinematografico sul personaggio, dal titolo The Flash.